# 소비재
소비재(消費財, 영어: final good, consumer good, consumer product)는 소비자재라고도 히는데, 인간의 욕망을 채우기 위해서 일상생활에서 직접 소비하는 재를 말한다. 따라서 직접재·완성재·향락재라고 할 경우도 있다. 이에 대응하여 생산재를 간접재라고 한다. 그러나 같은 소비재라도 그 용도와 종류에 따라서 소비재가 되거나 생산재가 되기도 한다.
예를 들면 전기 한 가지를 보아도 가정에서 사용하는 것을 소비재, 공장에서 사용하는 것을 생산재라 하는 경우이다. 그리고 소비재와 내구소비재(耐久消費財)로 나누는 방법도 있다.

## 내구소비재의 보급
생활혁신 또는 소비혁명의 지표가 되는 소비구조의 고도화, 근대화과정에 하나의 중요한 역할을 발휘한 것은 TV·에어콘·녹음기·냉장고 등의 전기·전자제품이나 가구·가사용품 등의 보급이다. 자료에 의하면 우리나라의 텔레비전 보급은 1995년 910만 1천 대로 텔레비전 1대당 인구가 4.8인으로 나타났다. 전화가입자는 1976년 1,120만 551명에서 1995년에는 1,860만 명으로 늘어나 6배 이상의 엄청난 증가를 보이고 있다. 건설교통부의 자료에 의하면 1951년 8,655대에 불과하던 자동차가 1987년에는 161만 1,375대로 늘어났으며 1995년에는 846만 8,901대로 1987년 대비로 무려 5배 이상의 증가율을 보이고 있다. 또 이중 승용차는 총자동차 등록대수의 70%인 600만 6,290대로 나타났다. 피아노·가스레인지·전자레인지·자동차 등 내구성소비재의 보급률도 매일 급속한 상승세를 보이고 있으나 국제수준에 비하면 수준 이하에 속하는 형편이다. 그러나 이상과 같은 내구소비재의 보급을 핵심으로 한 소비구조의 고도화는 첫째로 소득수준의 향상, 새로운 중산층을 중심으로 한 생활의식의 변화, 데몬스트레이션 효과 등을 들 수 있고, 둘째로 이보다 더 중요한 것은 생산구조상의 요인으로 인한 기술혁신의 진전과 대량생산방식에 의한 새로운 상품의 개척생산성의 향상, 코스트다운 등을 들 수 있다. 즉 이러한 여건의 변동으로 주요 내구소비재의 도매가격의 하락경향을 가져와 저소득층의 수요를 불러일으키는 현상을 가져왔다. 셋째로는 유통면에 있어서의 요인을 들 수 있다. 판매망의 확장확립, 월부판매제도의 보급, 생산자의 판매경쟁과 맹렬한 광고선전활동이다. 이와 같이 내구소비재의 보급은 눈부실 정도이긴 하나 일부 세대 있어서는 이러한 내구소비재 구입이 타분야의 생활개선을 저하, 지연시키고 있다는 결함이 포함돼 있음을 전혀 묵과할 수는 없다. 또한 도로 등 기타 생활환경시설의 불비 등이 생활혁신을 그만큼 저해하고 있다는 것도 고려하여야 할 것이다.

## 같이 보기
- 생활용품